# 겨울의 대삼각형

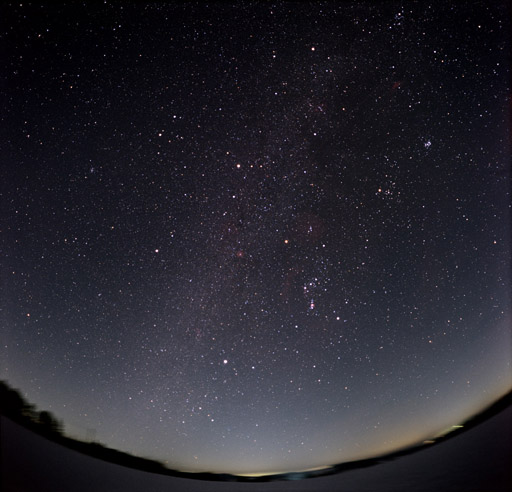
겨울의 대삼각형(앞쪽 가운데)을 포함한 겨울철의 밤하늘.

겨울의 대삼각형(영어: Winter Triangle)은 겨울 밤하늘에 보이는 세 개의 별을 이은 성군으로, 큰개자리의 시리우스, 오리온자리의 베텔게우스, 작은개자리의 프로키온을 이은 천구상의 정삼각형이다.

## 가시성

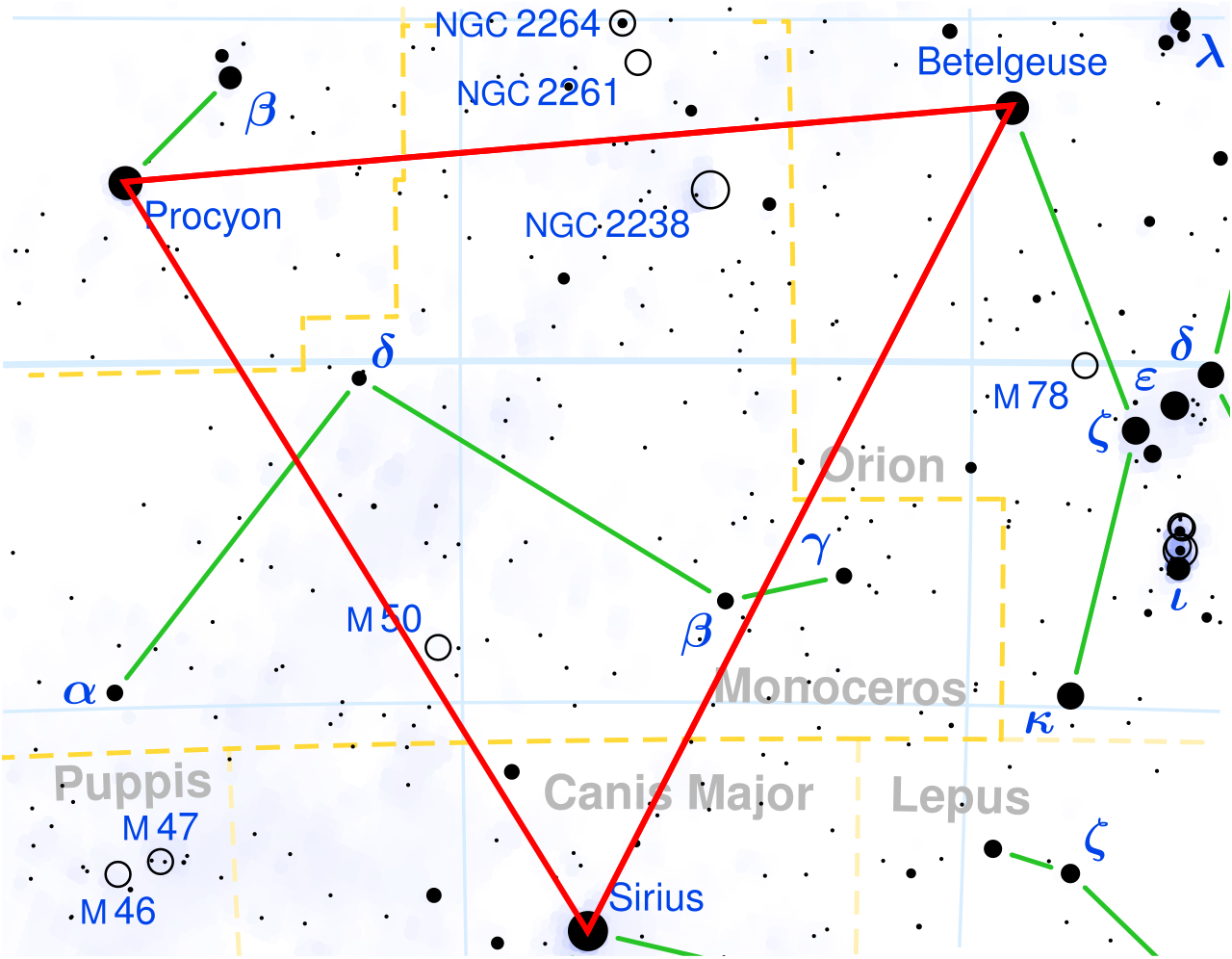
겨울의 대삼각형.

겨울의 대삼각형은 북반구 중위도에서 겨울 밤하늘 내내 높이 떠오르며, 가을 새벽에 동쪽에서, 또는 봄 이른 저녁에 서쪽에서도 볼 수 있다. 남반구에서는 여름 동안 볼 수 있으며, 삼각형이 낮게 뜨고 뒤집혀 보인다.
삼각형은 희미한 별자리인 외뿔소자리의 대부분을 감싸며, 대삼각형은 1등성들로만 구성된 데 비해 외뿔소자리는 1등성이 4등급일 정도로 어둡기 때문에 외뿔소자리를 눈으로 식별하기는 쉽지 않다.
삼각형 주변의 밝은 별로는 오리온자리의 리겔, 황소자리의 알데바란, 쌍둥이자리의 폴룩스와 카스토르, 마차부자리의 카펠라가 있다.

## 겨울의 대삼각형을 이루는 별들
| 이름       | 별자리     | 겉보기등급 | 밝기(L☉)         | 분광형  | 거리 (광년) |
| ---------- | ---------- | ---------- | ---------------- | ------- | ----------- |
| 시리우스   | 큰개자리   | −1.46      | 25.4             | A1 V    | 8.6         |
| 베텔게우스 | 오리온자리 | 0.50       | 90,000 - 150,000 | M2 Iab  | 640         |
| 프로키온   | 작은개자리 | 0.34       | 6.93             | F5 IV-V | 11.5        |

## 같이 보기
- 봄의 대곡선
- 여름의 대삼각형
- 가을의 대사각형
- 겨울의 대육각형